# 바이킹의 브리튼 제도 활동

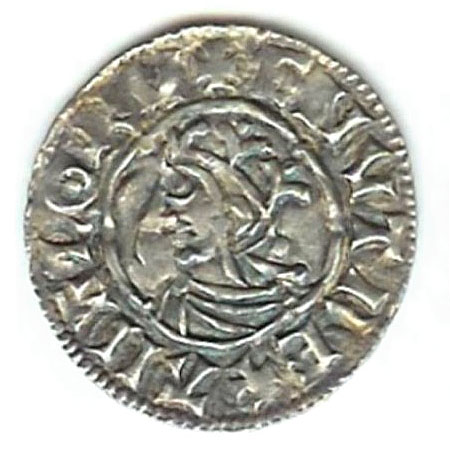
크누트 대왕의 주화.

브리튼 제도 바이킹 활동은 중세 전기인 8세기부터 11세기까지 스칸디나비아인들이 브리튼 제도로 가서 약탈, 정복, 정착, 무역을 한 시기에 일어났다. 그들은 일반적으로 바이킹으로 불리지만, 일부 학자들은 "바이킹"이라는 용어가 모든 스칸디나비아 정착민을 나타내는지 아니면 폭력을 사용한 사람들만을 나타내는지에 대해 논쟁한다.
중세 초기에는 스칸디나비아 왕국들이 남유럽과 지중해까지 무역망을 발전시켜 은, 금, 청동, 향신료와 같은 외국 수입품에 접근할 수 있었다. 이러한 무역망은 서쪽으로 아일랜드와 브리튼까지 확장되었다.
8세기 마지막 10년 동안 바이킹 약탈자들은 북브리튼의 여러 기독교 수도원을 약탈했고, 다음 3세기 동안 그들은 점점 더 큰 규모의 침략을 감행하여 특히 동브리튼과 아일랜드, 스코틀랜드 북서부 섬들, 그리고 맨섬의 많은 지역에 정착했다.

## 지역 민족 집단의 배경
중세 초기에는 아일랜드와 브리튼 섬들이 각각 문화적, 언어적, 종교적으로 다양한 민족들로 나뉘어져 있었다.

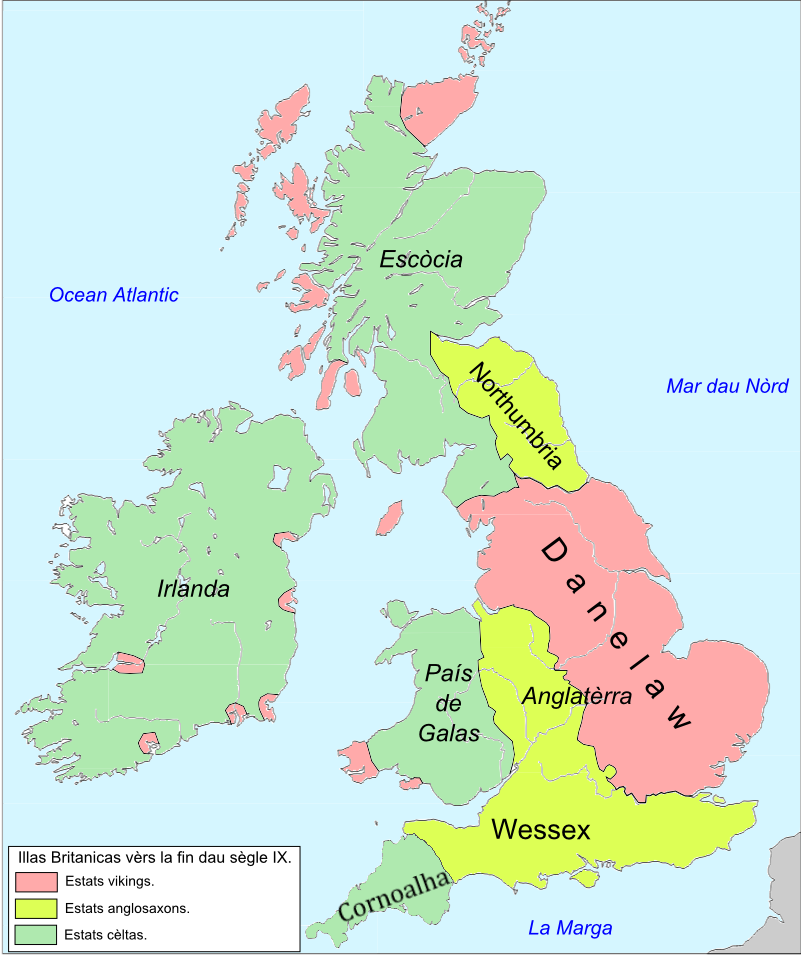
9세기 바이킹(빨간색), 앵글로색슨족(노란색), 켈트족(초록색)이 통제하는 영토

### 언어와 종교
켈트 브리튼인과 게일인의 언어는 철기 시대 유럽 주민들이 사용했던 켈트어파에서 파생되었다. 아일랜드섬과 서부 스코틀랜드 일부, 그리고 맨섬에서는 고대 아일랜드어로 알려진 게일어군의 초기 형태가 사용되었다. 콘월주, 컴브리아주, 웨일스, 스코틀랜드 남서부에서는 브리튼어군이 사용되었다 (현대 후손으로는 웨일스어와 콘월어가 있다).
픽트어를 사용하던 픽트인들은 포스 강과 클라이드 강 북쪽 지역에 살았으며, 이 지역은 현재 현대 스코틀랜드의 상당 부분을 차지한다. 오감 문자로만 남아 있는 픽트어 기록이 부족하기 때문에, 픽트어가 남부에서 사용되던 언어처럼 켈트어였는지, 아니면 바스크어처럼 인도유럽어족이 아닌 언어였는지에 대해 의견이 분분하다. 그러나 대부분의 비문과 지명은 픽트인들이 언어와 문화적으로 켈트족이었음을 시사한다.
남브리튼의 대부분은 앵글로색슨 잉글랜드의 다양한 왕국이 되었는데, 5세기 동안 대륙 유럽에서 온 앵글로색슨족 이주자들이 정착하여 그들 자신의 게르만어 (틀:고대 영어로 알려진), 다신교 종교 및 문화적 관습을 가져왔다.
브리튼과 아일랜드의 많은 민족들은 그들의 오래된 기독교 이전의 다신교 종교, 특히 앵글로색슨족이 믿던 독특한 다신교(앵글로색슨 이교)에서 이미 기독교로 개종했다.

### 민족 분포
북브리튼에서는 대략 현대 스코틀랜드에 해당하는 지역에 픽트인, 스코틀랜드인, 브리튼인이라는 세 개의 독립적인 민족 집단이 각자의 왕국에서 살고 있었다. 픽트 문화 집단은 스코틀랜드의 대부분을 지배했으며, 주요 인구는 포스만과 디강 사이, 그리고 서덜랜드주, 갈리브주, 오크니 제도에 집중되어 있었다. 기록 자료에 따르면 스코트인은 5세기 후반에 아일랜드 북부의 달 리어타에서 브리튼으로 건너온 부족 집단이었다. 북부 브리튼인들은 헨 오글레드에 살았는데, 이는 오늘날 스코틀랜드 남부와 잉글랜드 북부가 된 지역의 일부이며, 7세기 또는 8세기에는 앵글로색슨족의 정치적 통제를 받게 된 것으로 보인다.
9세기 중반까지 앵글로색슨 잉글랜드는 네 개의 분리된 독립 왕국인 이스트앵글리아, 웨식스, 노섬브리아, 머시아로 구성되어 있었는데, 이 중 머시아가 가장 강력한 군사력을 가지고 있었다.

### 계급 제도
이 시기 잉글랜드에는 50만에서 100만 명의 사람들이 살았고, 사회는 엄격한 계층 구조를 가지고 있었다. 계층 제도는 왕과 그의 이알도르멘이 맨 위에 있었고, 그 밑에 테인 (또는 토지 소유자)이 있었으며, 그 아래에는 다양한 범주의 농업 노동자들이 있었다. 이 모든 계층 아래에는 인구의 4분의 1을 차지할 수도 있었던 노예 계층이 있었다.
대부분의 인구는 시골에 살았지만, 런던과 요크와 같은 몇몇 대도시가 발전하여 왕실과 교회 행정의 중심지가 되었다. 또한 햄윅과 입스위치와 같은 많은 무역항이 있었는데, 이들은 해외 무역에 종사했다.

## 바이킹 습격: 780년대–850년
바이킹의 습격은 8세기 후반 잉글랜드에서 주로 수도원을 대상으로 시작되었다. 수도원들은 종종 작은 섬이나 외딴 해안 지역에 위치하여 수도사들이 사회의 다른 요소들의 방해 없이 고립되어 예배에 전념할 수 있도록 했다. 동시에 이는 수도원들을 바다로부터의 공격에 고립되고 무방비한 목표로 만들었다. 최초로 습격당한 수도원은 793년 잉글랜드 북동쪽 해안 바로 앞의 린디스판이었으며, 최초로 기록된 습격은 789년 도싯주 포틀랜드섬 남해안에서 발생했다. 앵글로색슨 연대기는 바이킹을 "이교도인"으로 묘사했다. 수도원과 민스터 교회는 부유하고 값비싼 휴대 가능한 물건들을 가지고 있었기 때문에 인기 있는 목표였다. 840년 앵글로색슨 연대기에 따르면 35척의 바이킹 선박이 이 지역에 상륙한 후 웨식스의 애설울프가 서머싯주 카햄프턴에서 패배했다.
바이킹 시대의 최초로 알려진 바이킹 습격 기록은 789년, 현대 노르웨이의 호르달란주에서 온 세 척의 배가 웨식스 남해안의 포틀랜드섬에 상륙했을 때이다. 왕국에 들어오는 모든 외국 상인을 식별하는 것이 임무였던 도체스터의 왕실 집사인 베아두헤아르드가 접근했을 때, 그들은 그를 죽였다. 기록되지 않은 초기 습격들이 거의 확실히 있었다. 792년으로 거슬러 올라가는 문서에서, 머시아의 오파 왕은 켄트의 수도원과 교회에 부여된 특권을 명시했지만, "이주 함대를 가진 해상 해적에 대한" 군 복무를 제외했는데, 이는 바이킹 습격이 이미 확립된 문제였음을 보여준다. 790년에서 792년 사이에 노섬브리아의 애설레드 1세 왕에게 보낸 편지에서, 앨퀸은 잉글랜드 사람들이 그들을 공포에 떨게 하는 이교도들의 유행을 모방한다고 꾸짖었다. 이는 이미 두 민족 사이에 긴밀한 접촉이 있었고, 바이킹들은 그들의 목표에 대해 잘 알고 있었을 것임을 보여준다.

앵글로색슨족에 대한 다음 기록된 공격은 이듬해인 793년 6월 8일, 잉글랜드 동해안의 섬에 있는 린디스판 수도원이 바이킹 습격대에 의해 약탈당했을 때 일어났다.
보라, 우리와 우리 조상들이 이 가장 사랑스러운 땅에 거주한 지 거의 350년이 되었지만, 지금 우리가 이교도 종족에게서 겪은 것과 같은 공포는 이전에 결코 나타나지 않았고, 바다로부터의 그러한 침입이 가능할 것이라고는 생각하지도 못했다. 보라, 하나님의 사제들의 피로 얼룩지고 모든 장식품이 약탈된 성 쿠스베르트 교회를.
 이듬해 그들은 인근의 몽크위어머스-재로우 수도원을 약탈했다. 바이킹은 예상했던 것보다 강한 저항에 부딪혔다. 그들의 지도자들은 살해당했다. 약탈자들은 탈출했지만, 배가 타인머스에 좌초되고 승무원들은 지역 주민들에게 살해당했다. 이는 약 40년 동안 잉글랜드에 대한 마지막 습격 중 하나였다. 바이킹은 대신 아일랜드와 스코틀랜드에 집중했다.
795년, 그들은 다시 공격하여 이번에는 스코틀랜드 서해안의 아이오나 수도원을 약탈했다. 이 수도원은 802년과 806년에 다시 공격당했으며, 거주하던 68명이 살해당했다. 이 황폐화 이후, 아이오나의 수도 공동체는 그 장소를 버리고 아일랜드의 켈스로 도피했다. 9세기 첫 10년 동안 바이킹 약탈자들은 아일랜드 해안 지역을 공격하기 시작했다. 835년, 잉글랜드 남부에서 첫 번째 주요 바이킹 습격이 셰피섬을 대상으로 일어났고 839년 전투에서는 바이킹이 픽트인에게 큰 패배를 안겨주어 픽트인의 왕인 우엔, 그의 형제 브란, 그리고 보안타의 아들 아드, 달 리어타의 왕을 살해했다.
노르드 사가에 따르면, 865년 전설적인 바이킹 지도자 라그나르 로드브로크가 앨라 왕의 손에 넘어갔다. 앨라는 라그나르를 뱀 구덩이에 던져 넣었다고 한다. 라그나르의 격분한 아들들이 잉글랜드의 정치적 불안정을 이용하여 그해 이교도 대군세를 조직하여 이스트앵글리아 왕국에 상륙했다고 전해진다. 이 전설이 역사적 근거를 가지고 있다는 증거는 없지만, 여러 바이킹 지도자들이 그들의 무리를 합쳐 하나의 거대한 군대를 형성하여 866년 잉글랜드 정복 시도를 시작하기 위해 이스트앵글리아 왕국에 상륙했다는 것은 알려져 있다.
867년, 대군은 북쪽으로 가서 요크를 점령했지만, 앨라는 다른 잉글랜드 왕국들의 지원을 받아 도시를 탈환하려고 시도했다. 그는 실패했다. 그해 연보에 따르면 앨라는 전투 중에 사망했지만, 전설에 따르면 그는 바이킹에게 붙잡혀 라그나르 살해에 대한 처벌로 처형되거나 '피 독수리'형에 처해졌다.

### 잉글랜드 룬석
틀:잉글랜드 룬석
잉글랜드 룬석(스웨덴어: Englandsstenarna)은 스웨덴에 있는 약 30개의 룬석 그룹으로, 바이킹 시대의 잉글랜드 항해를 언급한다. 이들은 다른 나라로의 항해를 언급하는 룬석 그룹 중 가장 큰 그룹 중 하나이며, 약 30개의 그리스 룬석과 26개의 잉바르 룬석과만 비교될 수 있는데, 후자는 중동으로의 바이킹 원정을 언급한다. 이들은 고대 노르드어로 소 푸타르크로 새겨졌다.
앵글로색슨 통치자들은 주로 덴마크와 스웨덴에서 온 바이킹들에게 데인겔드라는 거액의 돈을 지불했는데, 이들은 990년대와 11세기 첫 10년 동안 잉글랜드 해안에 도착했다. 일부 룬석은 이러한 데인겔드를 언급하는데, 예를 들어 울프 보레스타가 세 번 데인겔드를 받았고 마지막으로 크누트 대왕으로부터 받았다고 전하는 이테르예르데 룬석 U 344가 있다. 크누트는 잉글랜드 정복을 도왔던 대부분의 바이킹들을 본국으로 돌려보냈지만, 강력한 친위대인 팅갈리드를 유지했으며, 그 구성원들 또한 여러 룬석에 언급되어 있다.
대다수의 룬석, 즉 27개는 스웨덴에 세워졌고, 그 중 17개는 동해안의 멜라렌호 주변에 위치해 있다. 현재 덴마크 국경 내에는 그러한 룬석이 없지만, 스코네에는 런던을 언급하는 룬석이 있다. 또한 노르웨이와 슐레스비히 (독일)에도 그러한 룬석이 한두 개씩 발견된다.
구드베르와 같은 일부 바이킹은 잉글랜드뿐만 아니라 작센도 공격했는데, 쇠데르만란드에 있는 그린데 룬석 Sö 166에 따르면 다음과 같다.
| 그리오트가르드 (와) 에인리디, 그 아들들이 그들의 유능한 아버지를 기려 (돌을) 만들었다. 구드베르는 서쪽에 있었다. 잉글랜드에서 대금을 나눴다. 용감하게 공격했다. 작센의 마을들을. |

### 보물 은닉물
이 시기 잉글랜드에는 다양한 매장물이 묻혔다. 이 중 일부는 앵글로색슨족이 바이킹 약탈자들로부터 재산을 숨기기 위해 매장한 것일 수 있고, 다른 일부는 바이킹 약탈자들이 약탈한 보물을 보호하기 위한 방법으로 매장한 것일 수 있다.
1862년 크로이던 (역사적으로 서리주의 일부, 현재는 그레이터런던에 위치)에서 발견된 이러한 은닉물 중 하나에는 250개의 주화, 3개의 은괴, 그리고 네 번째 은괴의 일부, 그리고 리넨 주머니에 담긴 네 조각의 잘게 쪼개진 은이 들어 있었다. 고고학자들은 이를 바이킹 군대의 일원이 수집한 약탈물로 해석한다. 유물 연대 측정으로 고고학자들은 이 은닉물이 군대가 런던에서 겨울을 보낸 872년에 묻혔을 것으로 추정했다. 주화 자체는 다양한 왕국에서 왔으며, 카롤링거 왕조 프랑크 왕국과 아랍 세계에서 수입된 외국 주화와 함께 웨식스, 머시아, 이스트앵글리아 주화가 발견되었다. 그러나 잉글랜드의 모든 바이킹 은닉물에 주화가 포함된 것은 아니다. 예를 들어, 더럼의 보우스 무어에서는 19개의 은괴가 발견되었고, 컴브리아주의 오르턴 스카에서는 은 목걸이와 반원형 브로치가 발견되었다.
역사학자 피터 헌터 블레어는 바이킹 습격의 성공과 "영국이 그러한 공격에 대처할 준비가 전혀 되어 있지 않았다는 점"이 이후 브리튼 제도 대부분의 바이킹 침공 및 식민지화에 주요 요인이 되었다고 믿었다.

## 침공 및 데인로: 865년–954년
865년부터 바이킹의 브리튼 제도에 대한 태도가 바뀌었는데, 단순히 약탈의 대상이 아니라 잠재적 식민지화의 대상으로 보기 시작했기 때문이다. 그 결과, 더 큰 규모의 군대가 브리튼 해안에 도착하기 시작했으며, 이는 땅을 정복하고 그곳에 정착지를 건설하려는 의도였다. 초기 바이킹 정착민들은 스칸디나비아 양식의 장신구를 착용하고 아마도 그들만의 독특한 의복 양식을 착용했기 때문에 앵글로색슨 주민들과 시각적으로 달랐을 것이다. 바이킹과 앵글로색슨 남성들도 다른 헤어스타일을 가지고 있었다. 바이킹 남성의 머리는 뒤쪽은 밀고 앞쪽은 덥수룩하게 남겨두었으며, 앵글로색슨족은 일반적으로 머리를 길게 길렀다.

### 잉글랜드
865년에 지금까지 조율되지 않았던 주로 덴마크 바이킹 무리들이 합쳐져 큰 군대를 형성하고 이스트앵글리아에 상륙했다. 앵글로색슨 연대기는 이 병력을 mycel hæþen here (위대한 이교도 군대)라고 묘사하며, 이바르 힌 베이늘라우시와 할프단 라그나르손이 이끌었다고 덧붙였다. 군대는 미들랜드를 가로질러 노섬브리아로 진격하여 866년에 노섬브리아의 주요 도시인 요르비크를 점령했다. 반격은 867년 3월 21일 요크에서 앵글로색슨 군에게 결정적인 패배를 안겨주었으며, 노섬브리아 지도자 앨라와 오스베르트가 사망했다. 871년, 이교도 대군은 구스룸이 이끄는 또 다른 덴마크 병력인 위대한 여름 군대에 의해 증원되었다. 875년, 이교도 대군은 두 무리로 나뉘었는데, 구스룸은 한 무리를 이끌고 웨식스로 돌아갔고, 할프단은 그의 추종자들을 북쪽으로 데려갔다. 그리고 876년에 할프단은 티스 강 남쪽의 노섬브리아 땅을 그의 부하들에게 나누어 주었고, 그들은 "땅을 갈고 스스로를 부양하며", 후에 데인로로 알려진 영토를 세웠다.
다른 앵글로색슨 왕들은 바이킹의 요구에 굴복하기 시작했고 바이킹 정착민들에게 땅을 내주었다. 또한, 잉글랜드 동부와 북부의 많은 지역들—노섬브리아 최북단을 제외한 모든 지역—이 바이킹 지도자 또는 그들의 꼭두각시 왕의 직접적인 통치하에 들어왔다.
바이킹과의 충돌을 이끌던 웨식스의 애설레드 왕은 871년에 사망했으며, 그의 동생 앨프레드 대왕이 웨식스 왕위를 계승했다. 노섬브리아의 바이킹 왕인 할프단 라그나르손 (고대 영어: Healfdene) – 바이킹 대군세 (이교도 대군세로 앵글로색슨족에게 알려짐)의 지도자 중 한 명 –은 876년에 그의 영지를 두 번째 바이킹 침략자들에게 넘겨주었다. 다음 4년 동안 바이킹은 머시아와 이스트앵글리아 왕국에서도 추가 영토를 획득했다. 앨프레드 왕은 침략군과의 충돌을 계속했지만 878년에 그의 왕국 남서부의 서머싯주로 후퇴해야 했고, 그곳에서 애설니의 습지에 피난처를 찾아야 했다.

878년 잉글랜드

앨프레드는 군사력을 재편성하여 이스트앵글리아의 바이킹 군주 구스룸의 군대를 에딩턴 전투 (878년 5월)에서 격파했다. 에딩턴 전투 이후 얼마 지나지 않아 두 왕 사이에 영속적인 평화 조건을 규정한 조약이 체결되었는데, 여기에는 각 왕국의 경계가 포함되었다. 이 조약은 앨프레드와 구스룸 조약으로 알려져 있다. 이 조약은 앨프레드의 통치 기간 동안 남아 있는 몇 안 되는 문서 중 하나이며, 케임브리지 코퍼스 크리스티 칼리지 필사본 383호에 고대 영어로, 그리고 콰드리파르티투스로 알려진 라틴어 편집본에 남아 있다. 북동쪽 지역은 바이킹의 정치적 영향력 하에 있었기 때문에 데인로로 알려졌고, 남서쪽 지역은 앵글로색슨족의 지배하에 남아 있었다. 앨프레드 정부는 일련의 방어 도시 또는 버흐를 건설하기 시작했고, 해군 건설을 시작했으며, 푀르드라고 알려진 민병대 시스템을 조직하여 그의 농민군 절반이 항상 현역으로 복무하도록 했다. 버흐와 상비군을 유지하기 위해 그는 버그할 히데이지라고 알려진 세금 및 징집 시스템을 구축했다.
892년에 250척의 배를 가진 새로운 바이킹 군대가 애플도어에 주둔했고, 80척의 배를 가진 또 다른 군대가 곧 밀턴 레지스에 주둔했다. 그 후 이 군대는 웨식스에 대한 연속적인 공격을 감행했다. 그러나 앨프레드와 그의 군대의 노력 덕분에 왕국의 새로운 방어 체계는 성공적이었고, 바이킹 침략자들은 단호한 저항에 부딪혀 그들이 바라던 만큼의 영향을 미 미치지 못했다. 896년까지 침략자들은 흩어져 이스트앵글리아와 노섬브리아에 정착했으며, 일부는 노르망디로 항해했다.
9세기 말까지 바이킹은 당시 잉글랜드를 구성하던 앵글로색슨 왕국 대부분을 점령했다. 그러나 웨식스의 왕 앨프레드 대왕은 878년 에딩턴 전투에서 바이킹을 물리쳤다. 그 결과 체결된 조약은 덴마크인들에게 잉글랜드 북부와 동부를 통제하게 했고, 앨프레드와 그의 후계자들은 웨식스를 통제했다. 그러나 잉글랜드 전역은 11세기에 덴마크의 왕 크누트 대왕 통치 기간 동안 노르웨이와 덴마크와 통일되었다.
앨프레드의 바이킹 정착민에 대한 반대 정책은 그의 딸 애설플래드 (머시아의 애설레드와 결혼)와 그의 형제인 에드워드 장형왕 (재위 899~924년) 치하에서도 계속되었다. 에드워드가 924년 7월에 사망하자 그의 아들 애설스탠이 왕이 되었다. 927년, 그는 마지막 남은 바이킹 왕국인 요크를 정복하여 잉글랜드 전체의 첫 앵글로색슨 통치자가 되었다. 934년, 그는 스코틀랜드를 침공하여 콘스탄틴 2세에게 복종을 강요했지만, 스코틀랜드인과 바이킹은 애설스탠의 통치를 싫어했고, 937년에는 잉글랜드를 침공했다. 애설스탠은 브루난버 전투에서 그들을 물리쳤는데, 이 승리는 그에게 브리튼 제도와 대륙 모두에서 큰 명성을 안겨주었고 북브리튼에서 바이킹 세력의 붕괴를 이끌었다. 939년 그가 사망한 후 바이킹은 다시 요크의 통제권을 장악했으며, 954년에야 비로소 완전히 재정복되었다.
에드워드의 아들 에드먼드 1세는 939년에 잉글랜드 왕이 되었다. 그러나 에드먼드가 싸움에서 살해되자 그의 동생인 웨식스의 에드레드가 왕위를 이어받았다. 947년에 노섬브리아인들은 에드레드를 거부하고 노르웨이의 에이리크 블로됙스 (에이리크 하랄드손)를 그들의 왕으로 삼았다. 에드레드는 노섬브리아를 침공하고 약탈하는 것으로 대응했다. 색슨족이 남쪽으로 돌아갈 때, 에이리크 블로됙스의 군대가 캐슬포드에서 그들 중 일부를 따라잡아 '큰 학살'을 자행했다. 에드레드는 복수하겠다며 노섬브리아를 파괴하겠다고 위협했고, 이에 노섬브리아인들은 에이리크에게 등을 돌리고 에드레드를 그들의 왕으로 인정했다. 그러다가 노섬브리아인들은 다시 마음을 바꾸어 올라프 시트리크손을 그들의 통치자로 받아들였지만, 에이리크 블로됙스가 그를 제거하고 다시 노섬브리아의 왕이 되었다. 그리고 954년에 에이리크 블로됙스는 에드레드에 의해 두 번째이자 마지막으로 축출되었다. 블로됙스는 노섬브리아의 마지막 노르드 왕이었다.

## 2차 침공: 980년–1042년

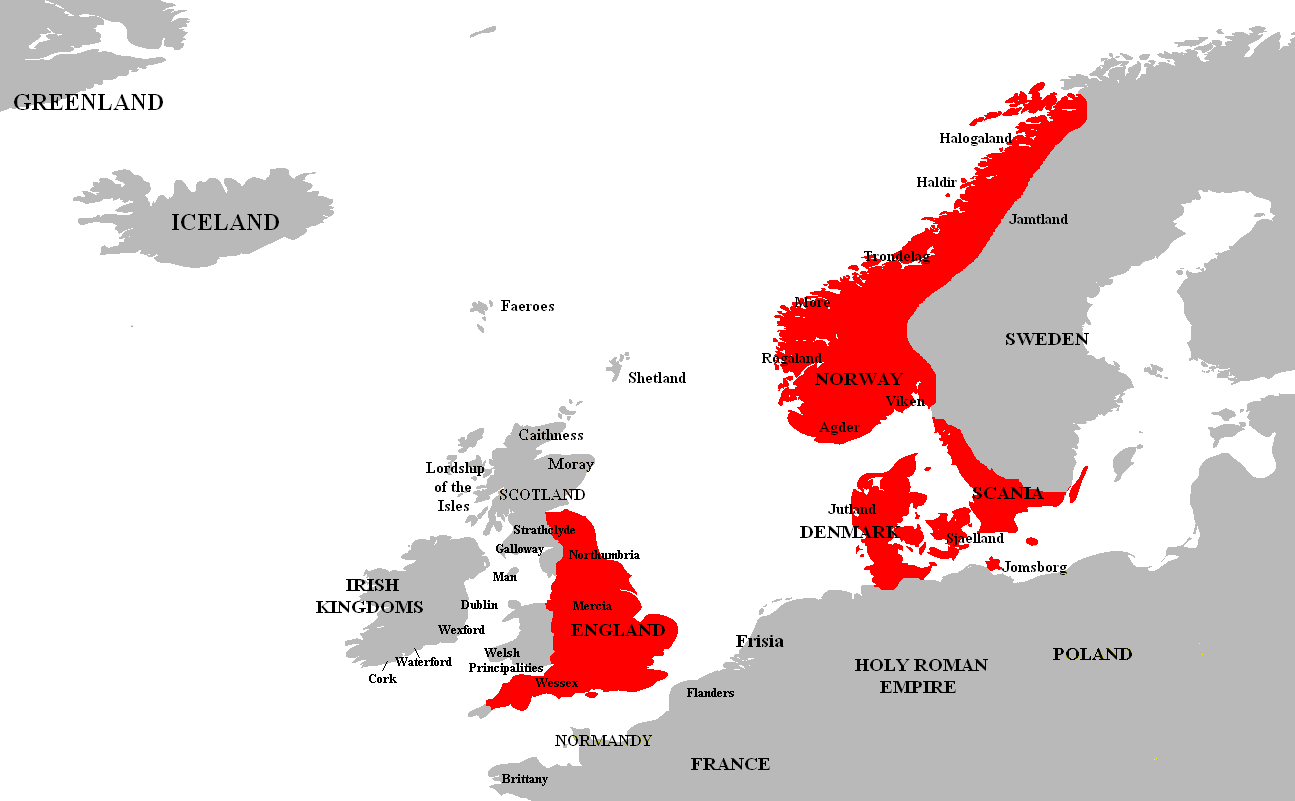
크누트 대왕의 영토, 붉은색.

### 잉글랜드
웨식스의 에드거 평화왕의 통치 하에 잉글랜드는 더욱 정치적으로 통일되었고, 에드거는 국내에 거주하는 앵글로색슨족과 바이킹족 모두에게 잉글랜드 전체의 왕으로 인정받게 되었다. 그러나 978년에 살해된 그의 아들 에드워드 순교왕과 그 다음 애설레드 2세의 통치 기간 동안 잉글랜드 군주의 정치적 힘이 약해졌고, 980년에 스칸디나비아의 침략자들이 잉글랜드에 대한 공격을 재개했다. 잉글랜드 정부는 이 침략자들을 다루는 유일한 방법은 그들에게 보호비를 지불하는 것이라고 결정했고, 그리하여 991년에 그들에게 10,000파운드를 주었다. 이 비용은 충분하지 않았고, 다음 10년 동안 잉글랜드 왕국은 바이킹 침략자들에게 점점 더 많은 돈을 지불해야 했다. 많은 잉글랜드인들은 바이킹에 대해 더 적대적인 접근 방식이 취해져야 한다고 요구하기 시작했고, 그리하여 1002년 성 브릭시오 축일에 애설레드 왕은 잉글랜드에 거주하는 모든 덴마크인을 처형할 것이라고 선포했다. 이는 성 브릭시오 축일의 학살로 알려지게 되었다.
학살 소식은 덴마크의 스베인 튜구스케그 왕에게 전해졌다. 스베인의 여동생 군힐데가 희생자 중 한 명이었을 것으로 추정되며, 이는 스베인이 이듬해 잉글랜드를 약탈하게 만들었다. 이때 엑서터가 불타고 햄프셔, 윌트셔, 윌턴, 솔즈베리도 바이킹의 복수 공격으로 피해를 입었다. 스베인은 잉글랜드 약탈을 계속했고 1004년 그의 바이킹 군대는 이스트앵글리아를 약탈하고 테트포드를 약탈했으며 노리치를 약탈한 후 다시 덴마크로 돌아갔다.
1006년부터 1007년에 추가적인 습격이 있었고, 스베인은 은 10,000 파운드 이상을 받고 떠났으며, 1009년부터 1012년까지 토르켈 인 하비가 잉글랜드로 바이킹 침공을 이끌었다.
1013년, 스베인 튜구스케그는 잉글랜드에 대한 전면적인 침공을 개시했다. 몇 달 동안 잉글랜드에 대한 복종을 주장하고 런던을 성공적으로 공격한 후, 애설레드는 노르망디로 도피하여 스베인이 잉글랜드 왕위를 차지하게 되었다. 스베인은 5주 후에 사망했고 애설레드는 돌아와 스베인의 아들 크누트를 추방했다. 그러나 1015년, 크누트는 200척의 함대를 이끌고 돌아와 1년 이상 지속된 힘든 전역을 시작했다. 애순둔 전투에서 잉글랜드 군에 대한 승리 후, 크누트와 에드먼드 2세는 잉글랜드를 크누트는 북부, 에드먼드는 남부로 나누기로 합의했다. 둘 중 먼저 죽는 사람이 잉글랜드 전체의 왕이 되는 조건이었다. 크누트는 11월 30일 에드먼드의 죽음으로 잉글랜드의 왕이 되었고, 1017년 늦게 즉위하여 이후 덴마크와 잉글랜드 왕국을 모두 통치했다. 1035년 크누트 사망 후, 두 왕국은 다시 독립을 선언했으며, 1040년부터 1042년까지 크누트의 아들 하르다크누트가 잉글랜드 왕위에 오른 짧은 기간을 제외하고는 독립 상태를 유지했다.

## 스탬퍼드브리지: 1066년

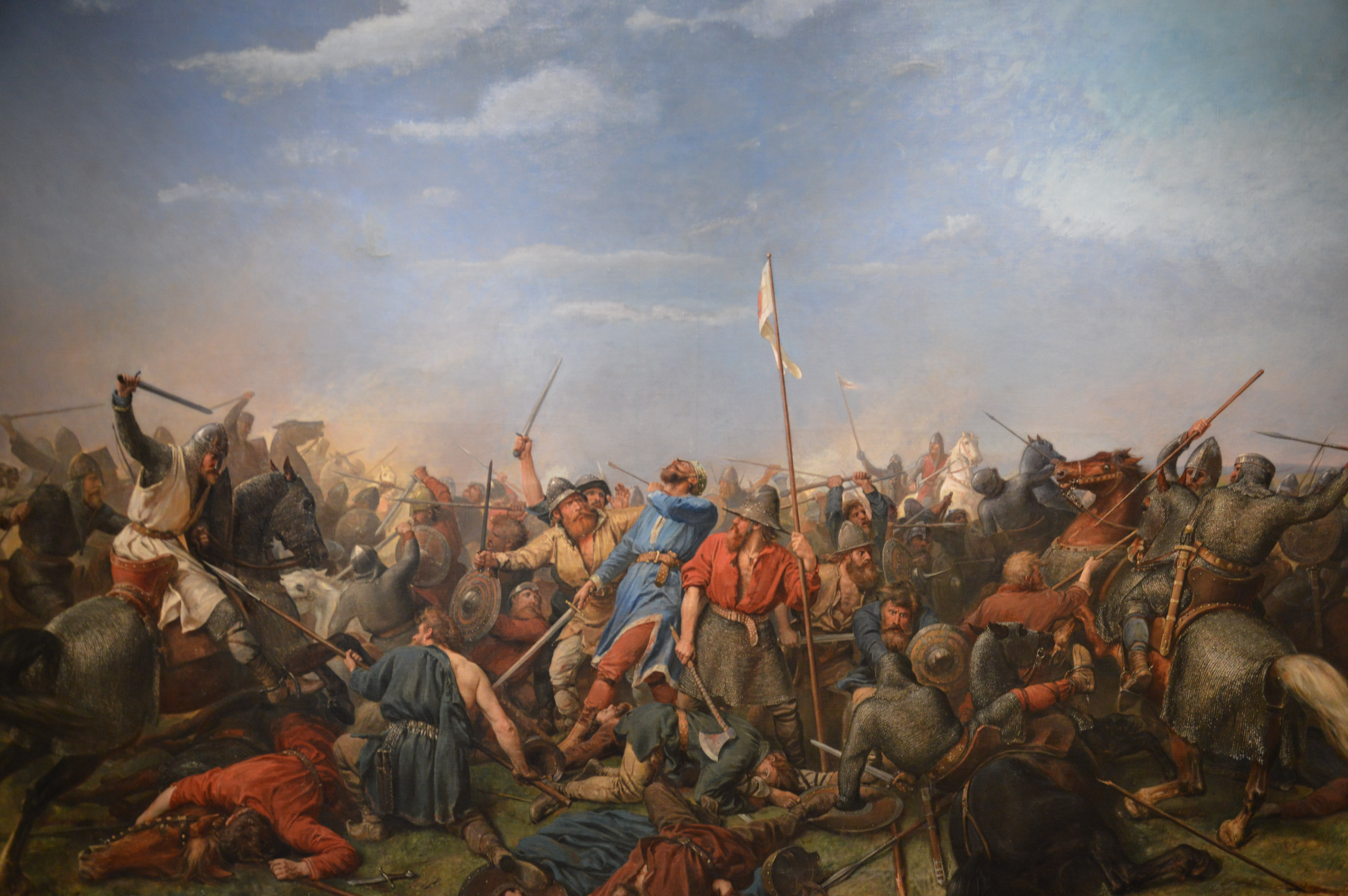
스탬퍼드브리지 전투 (1870), 피터 니콜라이 아르보

노르웨이의 왕 하랄드 3세 하르드라디는 1066년 에드워드 참회왕 사망 후 왕위 계승 분쟁 중 잉글랜드 왕위를 차지하려 300척의 롱십과 10,000명의 군사를 이끌고 잉글랜드를 침공했다. 그는 초기 성공을 거두어 풀포드 전투에서 노섬브리아와 머시아 백작령의 수적 열세인 병력을 물리쳤다. 승리에 도취되어 남쪽 진격을 준비하며 노섬브리아를 점령하고 있는 동안, 하랄드의 군대는 런던에서 일주일 만에 행군해 온 해럴드 고드윈슨 왕이 이끄는 비슷한 규모의 병력에 의해 기습당했다. 침공은 스탬퍼드브리지 전투에서 격퇴되었고, 하르드라디는 그의 병력 대부분과 함께 전사했다. 바이킹의 시도는 실패했지만, 거의 동시에 남부에서는 노르만 침공이 헤이스팅스 전투에서 성공했다. 하르드라디의 침공과 패배는 영국에서 바이킹 시대의 종말을 알리는 것으로 묘사되었다.

## 문서 기록

약 1100년 경의 군도 왕국

고고학자 제임스 그레이엄-캠벨과 콜린 이. 베이티는 바이킹이 브리튼 제도와 처음 만났을 때에 대한 역사적 자료가 부족하다고 지적했는데, 이는 스칸디나비아에 가장 가까운 북부 섬 지역에서 일어났을 가능성이 높다.
아일랜드 편년사는 9세기와 10세기 동안의 많은 바이킹 활동에 대한 기록을 제공한다.
스웨덴에 집중된 잉글랜드 룬석은 바이킹의 관점에서 항해를 기록한다.
앵글로색슨 잉글랜드에 영향을 미친 바이킹 습격은 주로 앵글로색슨 연대기에 기록되어 있는데, 이 연대기는 원래 9세기 후반, 아마도 앨프레드 대왕 통치 기간의 웨식스 왕국에서 작성된 연대기 모음집이다. 그러나 이 연대기는 편향된 자료로, 바이킹 상대방에 대한 앵글로색슨 군을 위한 "전시 선전" 역할을 하며, 많은 경우 바이킹 함대와 군대의 규모를 크게 과장하여 그들에 대한 앵글로색슨의 승리를 더욱 영웅적으로 보이게 한다.

## 고고학적 증거
브리튼 제도에 정착한 바이킹들은 그들의 물질문화 유물을 남겼고, 고고학자들은 20세기와 21세기에 이를 발굴하고 해석할 수 있었다. 브리튼에서 발견된 바이킹 유물은 주로 셰틀랜드, 오크니 제도, 서부 제도, 맨섬, 아일랜드, 잉글랜드 북서부에서 이루어진 바이킹 매장으로 구성된다. 고고학자 제임스 그레이엄-캠벨과 콜린 이. 베이티는 맨섬에서 노르드 고고학이 "품질과 양 모두에서 놀라울 정도로 풍부하다"고 언급했다.
그러나 고고학자 줄리안 D. 리처즈가 언급했듯이, 앵글로색슨 잉글랜드의 스칸디나비아인들은 "고고학자에게는 파악하기 어려울 수 있다" 왜냐하면 그들의 집과 무덤 중 상당수는 그 나라에 살았던 다른 인구의 것과 구별할 수 없기 때문이다. 이러한 이유로 역사학자 피터 헌터 블레어는 브리튼에서 바이킹 침략 및 정착에 대한 고고학적 증거가 5세기의 "앵글로색슨 침략에 대한 해당 증거에 비해 매우 미미하다"고 언급했다.

## 같이 보기
- 군도 왕국
- 스칸디나비아 스코틀랜드
- 오크니 제도
- 오크니 백작령
- 셰틀랜드의 역사
- 오크닝가 사가
- 바이킹 시대
- 분류:스칸디나비아 스코틀랜드
- 노르만인의 잉글랜드 정복

### 내용주
1. ↑  바이킹이라는 단어는 역사적 부활이다. 중세 영어에서는 사용되지 않았지만, "자유롭게 획득하는 자, 해적, 해적"을 의미하는 고대 노르드어 vikingr에서 부활했다. 이는 일반적으로 "피오르드에서 온 자"를 의미하는 vik "작은 만, 작은 만" (고대 영어 wic, 중고 독일어 wich "만", 레이캬비크의 두 번째 요소 참조)에서 파생되었다고 설명된다. 그러나 고대 영어 wicing과 고대 프리지아어 wizing은 거의 300년 더 오래되었으며, 아마도 라틴어 vicus "마을, 거주지"와 관련된 wic "마을, 캠프" (임시 캠프는 바이킹 습격의 특징이었다)에서 파생된 것으로 보인다.[3]
2. ↑  그레이엄-캠벨과 베이티는 "진정한 바이킹은 바이킹 습격에 참여한 사람들이다. 바이킹 기지는 바이킹이 습격하러 나간 기지이고, 스코틀랜드의 노르드 정착지는 스칸디나비아 출신 사람들이 점령한 정착지이다"라고 제안한다.[4]
3. ↑  아일랜드와 브리튼 섬에 도착한 모든 노르드인이 약탈자로 온 것은 아니었다. 많은 이들이 가족과 가축을 데리고 왔으며, 종종 그들의 군대가 영토를 점령한 후에 왔다. 그 후 인구는 시간이 지나면서 이 지역의 앵글로색슨 인구와 통혼을 통해 통합되었다.[49] 영어의 많은 단어는 옛 스칸디나비아 언어에서 유래했다.[50]
4. ↑  앵글로색슨 시대의 평화 조약으로 분류될 수 있는 문서 중 현재 남아 있는 것은 단 세 개뿐이다.[52]
5. ↑  948년의 앵글로색슨 연대기 우스터 MSS D에 따르면 다음과 같다: "그리고 왕[에드레드]이 집으로 돌아가는 길에, 요크에 있던 약탈군[에이리크 블로됙스]이 캐슬포드에서 왕의 군대를 따라잡았고 그곳에서 큰 학살이 일어났다."
6. ↑  앵글로색슨 연대기는 블로됙스가 노섬브리아에서 '쫓겨났다'고 말하지만, 다른 자료들은 그가 살해당했다고 주장하기도 한다.[61]

### 인용
1. ↑  케인스 1999. p. 460.
2. 1 2  리처즈 1991. p. 9.
3. ↑  Online Etymology Dictionary. Retrieved 12 January 2020.보관됨 2014-09-07 - 웨이백 머신
4. 1 2 3  그레이엄-캠벨과 베이티 1998. p. 3.
5. ↑  블레어 2003. pp. 56–57.
6. ↑  
Blair, Peter Hunter (2003). 《An Introduction to Anglo-Saxon England》. Anglo-Saxon studies revis판. Cambridge University Press. 57쪽. ISBN 978-0521537773. 2019년 4월 30일에 확인함. A variety of evidence, among which some of the objects from Sutton Hoo hold a prominent place, indicates that England lay well within the range of Scandinavia's foreign contacts before the Viking attacks began.
7. ↑  그레이엄-캠벨과 베이티 1998. p. 5.
8. ↑  그레이엄-캠벨과 베이티 1998. pp. 5–7.
9. ↑  그레이엄-캠벨과 베이티 1998. pp. 14–16.
10. ↑  그레이엄-캠벨과 베이티 1998. p. 18.
11. 1 2 3  리처즈 1991. p. 13.
12. ↑  Sawyer. The Oxford Illustrated History of Vikings. pp. 2–3
13. 1 2  블레어 2003. p. 63.
14. ↑  ASC 793 – English translation at project Gutenberg 보관됨 2021-10-08 - 웨이백 머신. Retrieved 20 May 2013
15. ↑  Starkey. The Monarchy of England. Vol. 1. p. 51
16. ↑  ASC 840 – English translation at project Gutenberg 보관됨 2021-10-08 - 웨이백 머신. Retrieved 20 May 2013
17. 1 2 3 4 5 6  리처즈 1991. p. 16.
18. ↑  Jarman 2021, 93–96 (S 134)쪽.
19. 1 2  
블레어 2003. p. 55.
20. ↑  Mark, Joshua J. (2018년 3월 20일). “Viking Raids in Britain”. 《세계사 백과사전》. 2020년 5월 3일에 확인함.
21. ↑  틀:PastScape
22. ↑  “ASC 794”. Britannia Online. 2018년 7월 21일에 원본 문서에서 보존된 문서. 2012년 7월 15일에 확인함. [...] 이교도 군대는 노섬브리아인들 사이에서 황폐화를 퍼뜨리고 위어 강 어귀에 있는 에버트 왕의 수도원을 약탈했다. 그러나 그곳에서 그들의 지도자 중 일부는 살해당했고, 그들의 배 중 일부도 날씨의 폭력으로 산산조각났고, 많은 승무원들이 익사했으며, 살아남아 해안으로 탈출한 일부는 강 어귀에서 곧 처형되었다.
23. ↑  그레이엄-캠벨과 베이티 1998. p. 24.
24. ↑  블레어 2003. p. 66.
25. ↑  블레어 2003. p. 68.
26. ↑  Christopher Wright (1975). 《Kent through the years》. Batsford. 54쪽. ISBN 0-7134-2881-3.
27. ↑  The Anglo-Saxon Chronicle
28. ↑  울라 편년사, 839.9
29. ↑  Munch. Norse Mythology: Ragnar Lodbrok and His Sons. pp. 245–51
30. ↑  Jones. A History of the Vikings. pp. 218–19
31. ↑  ASC 867 – English translation at project Gutenberg 보관됨 2021-10-08 - 웨이백 머신. Retrieved 20 May 2013
32. 1 2 3  Harrison & Svensson 2007:199
33. ↑  Jansson 1980:34.
34. ↑  Cohen, R; Baxter, S; Hudson, J; Garnett, G (2018). 《Danegeld: the land tax In England, 991-1162》. 《Oxford University Research Archive》.
35. ↑  Lawson, M. K. (1990). 《Danegeld and Heregeld Once More》. 《The English Historical Review》 105. 951–961쪽. ISSN 0013-8266.
36. ↑  Ward, Grace Faulkner (1954). 《The English Danegeld and the Russian Dan'》. 《American Slavic and East European Review》 (영어) 13. 299–318쪽. doi:10.2307/2491815. ISSN 1049-7544.
37. ↑  Harrison & Svensson 2007:198.
38. ↑  틀:Cite Scandinavian Runic-text Database
39. ↑  리처즈 1991. p. 17.
40. 1 2 3 4 5 6 7  리처즈 1991. p. 20.
41. ↑  리처즈 1991. pp. 11–12.
42. 1 2  “Background | SAGA – The Age of Vikings | Obsidian Portal”. 《saga-the-age-of-vikings.obsidianportal.com》. 2020년 5월 23일에 원본 문서에서 보존된 문서. 2020년 5월 3일에 확인함.
43. ↑  Compare: Sawyer, Peter (2001) [1997]. 〈1: The age of the Vikings and before〉.   Sawyer, Peter. 《The Oxford Illustrated History of the Vikings》. Oxford Illustrated Histories. New York: Oxford University Press. 11쪽. ISBN 978-0192854346. 2017년 1월 11일에 확인함. Several Viking leaders joined forces in the hope of winning status and independence by conquering England, which then consisted of four kingdoms. In 865 a fleet landed in East Anglia and was later joined by others to form what a contemporary chronicler described, with good reason, as a 'great army'.
44. ↑  The Anglo-Saxon Chronicle. Manuscript B: Cotton Tiberius A.vi. Retrieved 12 September 2013. The entry for 867 refers to the Great Heathen Army: mycel hæþen here
45. ↑  Compare: Keynes, Simon (2001) [1997]. 〈3: The Vikings in England, c. 790–1016〉.   Sawyer, Peter. 《The Oxford Illustrated History of the Vikings》. Oxford Illustrated Histories. New York: Oxford University Press. 54쪽. ISBN 978-0192854346. 2017년 1월 11일에 확인함. The leaders appear to have included Ivar the Boneless and his brother Halfdan, sons of the legendary Ragnar Lothbrok, as well as another 'king' called Bagsecg, and several 'earls'; and if it is assumed that Ivar is the Imar who had been active in Ireland in the late 850s and early 860s, it would appear that he had been able to meet up with his brother and assume joint leadership of the army some time after its arrival in England.
46. ↑  Sawyer, Peter (2001). 《The Oxford Illustrated History of the Vikings》 3판. Oxford: OUP. ISBN 978-0-19-285434-6. pp. 9–11, 53–54
47. ↑  Cannon, John (1997). 《The Oxford Companion to British History》. Oxford: Oxford University Press. 429쪽. ISBN 978-0-19-866176-4.
48. 1 2  Sawyer, Peter (2001). 《The Oxford Illustrated History of the Vikings》 3판. Oxford: OUP. 55쪽. ISBN 978-0-19-285434-6.
49. ↑  Sawyer. The Oxford Illustrated History of the Vikings. p. 11
50. ↑  “Glossary of Scandinavian origins of place names in Britain”. 2013년 1월 28일에 원본 문서에서 보존된 문서.
51. ↑  스타키 2004. p. 51
52. ↑  Lavelle 2010, 325쪽.
53. ↑  Whitelock 1996, 417–418쪽.
54. ↑  Asser 1983, 311쪽.
55. ↑  호스풀 2006. p. 102
56. 1 2  Peter Sawyer (2001). 《The Oxford Illustrated History of the Vikings》. Oxford University Press. 58–59쪽. ISBN 978-0-19-285434-6.
57. ↑  Attenborough. The laws of the earliest English kings: Treaty of Alfred and Guthrum. pp. 96–101
58. ↑  History of Viking Northumbria 보관됨 2013-07-30 - 웨이백 머신. Englandsnortheast.co.uk. Retrieved on 19 October 2010.
59. ↑  Wood, In Search of the Dark Ages, pp. 216–22
60. ↑  Richards 1991 p. 22
61. ↑  피어슨 2012. p. 131
62. ↑  팬턴 2011. p. 135.
63. 1 2 3 4  리처즈 1991. p. 24.
64. ↑  “The St Brice's Day Massacre”. 《Historic UK》. 2020년 6월 7일에 확인함.
65. ↑  Howard 2003, 64–65쪽.
66. ↑  Howard 2003, 66–67쪽.
67. 1 2  리처즈 1991. p. 28.
68. ↑  “Last of the Vikings – Stamford Bridge, 1066”. 2008년 8월 26일.
69. ↑  그레이엄-캠벨과 베이티 1998. p. 2.
70. 1 2 3  블레어 2003. p. 64.
71. ↑  리처즈 1991. p. 15.

### 참고 자료
- Asser (1983). 〈Life of King Alfred〉.   Keynes, Simon; Lapidge, Michael. 《Alfred the Great: Asser's Life of King Alfred & Other Contemporary Sources》. Penguin Classics. ISBN 978-0-14-044409-4.
- Blair, Peter Hunter (2003). 《An Introduction to Anglo-Saxon England》 3판. Cambridge and New York City: Cambridge University Press. ISBN 978-0-521-53777-3.
- Crawford, Barbara E. (1987). 《Scandinavian Scotland》. Atlantic Highlands, New Jersey: Leicester University Press. ISBN 978-0-7185-1282-8.
- Graham-Campbell, James; Batey, Colleen E. (1998). 《Vikings in Scotland: An Archaeological Survey》. Edinburgh: Edinburgh University Press. ISBN 978-0-7486-0641-2.
- Horspool, David (2006). 《Why Alfred Burned the Cakes》. London: Profile Books. ISBN 978-1-86197-786-1.
- Howard, Ian (2003). 《Swein Forkbeard's Invasions and the Danish Conquest of England, 991–1017》 illurat판. Boydell Press. ISBN 978-0851159287.
- Jarman, Cat (2021). 《River Kings: The Vikings from Scandinavia to the Silk Roads》. London: William Collins. ISBN 978-0-00-835311-7.
- Keynes, Simon (1999).  Lapidge, Michael; Blair, John; Keynes, Simon; Scragg, Donald, 편집. “Vikings”. 《The Blackwell Encyclopaedia of Anglo-Saxon England》 (Oxford: Blackwell). 460–461면.
- Lavelle, Ryan (2010). 《Alfred's Wars Sources and Interpretations of Anglo-Saxon Warfare in the Viking Age》. Woodbridge, Suffolk: Boydel Press. ISBN 978-1-84383-569-1.
- Panton, Kenneth J. (2011). 《Historical Dictionary of the British Monarchy》. Plymouth: Scarecrow Press. ISBN 978-0-8108-5779-7.
- Pearson, William (2012). 《Erik Bloodaxe: His Life and Times: A Royal Viking in His Historical and Geographical Settings》. Bloomington, IN: AuthorHouse. ISBN 978-1-4685-8330-4.
- Richards, Julian D. (1991). 《Viking Age England》. London: B. T. Batsford and English Heritage. ISBN 978-0-7134-6520-4.
- Starkey, David (2004). 《The Monarchy of England》 I. London: Chatto & Windus. ISBN 0-7011-7678-4.
- Whitelock, Dorothy, 편집. (1996). 《The treaty between Alfred and Guthrum》. English Historical Documents 1 2판. Oxford: Routledge. ISBN 0-203-43950-3.

## 추가 자료
- Downham, Clare (2009). 《'Hiberno-Norwegians' and 'Anglo-Danes': Anachronistic Ethnicities and Viking Age England》. 《Medieval Scandinavia》 19. 139–169쪽.